# Лунхушань
Лунхушань (кит.: 龙虎山, Гори Дракона і Тигра) — територія на південь від міста Їнтань в провінції Цзянсі, Китай, де розташовані численні даоські храми. Лунхушань вважається батьківщиною даосизму і центром Школи Небесних Наставників, відомої пізніше як Школа Істинної Єдності (кит.: 正一道).

## Розташування
Від міста Їнтань комплекс розташований на відстані 15-20 км на південь і південний захід, інше місто поблизу — Гуйсі (кит.: 贵溪). Адміністративно підкоряється міському муніципалітету Їнтаня. 

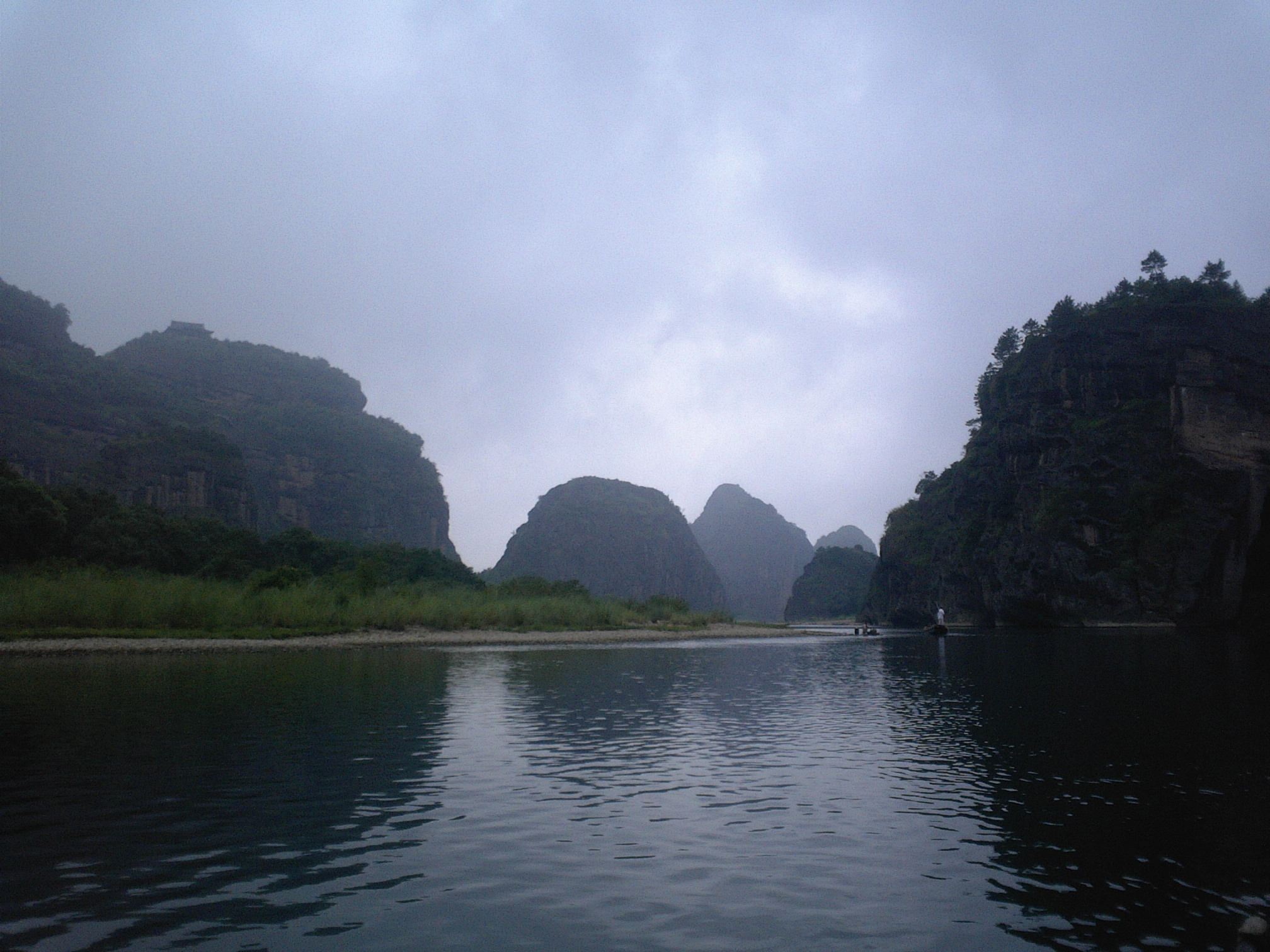
Геологічний заповідник Лунхушань

Лунхушань тягнеться уздовж річки Лусі понад 15 км, між мальовничими скелями розташовані численні храми. По річці організований сплав на плотах і переправи на історичних човнах для туристів. Увесь комплекс займає 200 км2, він налічує 99 скель і 24 печер і гротів по обидва боки річки.

## Історія
Спочатку система химерних скель називалася «Гори Гарних Хмар».
Відповідно до традиції, у II столітті цю територію уподобав перший Небесний Наставник Чжан Даолін, тут знаходився центр першої організованої даоської школи П'ять Ковшів Рису — храм Істинного Одного. Чжан Даолін заснував тут-таки храмовий комплекс у місті Шанцин. Фактично центр активності даоської громади на той час знаходився у провінції Сичуань і перемістився в Ханьчжун. Четвертий Небесний Наставник Чжан Чен (кит.: 張盛) знову повернувся в ці місця, відновив і розширив храми.
Територія гір Лунхушань в 1275 була дарована імператорами династії Сун у володіння 36-го Небесного Наставника Чжан Цзуньяня, де аж до 1948 існувала невелика автономна теократична держава із статусом самоврядування. Тоді ж імператором було визнано верховенство Небесного Наставника над усіма даосами Південного Китаю (північний був в ту пору зайнятий чжурчженями). Авторитет Небесних Наставників визнавався практично усіма імператорами за всю історію Китаю, навіть в роки гонінь на даосизм.
Цинський імператор Цяньлун зробив ряд репресивних заходів проти даосизму, ранг небесного наставника був понижений з першого до п'ятого, держава стала ставитися до даосизму негативно і позиції даосизму ослабіли.
Під час Повстання Тайпінів XIX століття комплекс споруд Лунхуншань був спалений дотла повстанцями і так і не був відновлений в повному об'ємі.
Після утворення КНР в 1949 р. 63-й «Небесний наставник» емігрував на Тайвань, де зараз знаходиться резиденція його наступника.
Після революції комплекс занепав. У 1956 р. уряд провінції Цзянсі заніс Палац Вищої Чистоти до списку культурних об'єктів, що охороняються державою. У квітні 1983 р. Держрада КНР розширила список об'єктів, що охоронялися, туди увійшла також Резиденція Небесних Наставників. Поступово були виділені кошти для реставрації храмових комплексів, які були відкриті для паломництва і туризму. Резиденція Небесних Наставників знаходилася в запущеному стані, багато храмів і павільйони було зруйновано, територія була розширена і реставрується, але реальне відновлення храмів і даоської общини можна віднести до середини 90-х років.
Спочатку даоські комплекси функціонували за участю емігрантів з Сінгапуру, Малайзії, Тайваню і Гонконгу, потім розширилася власна община.
З середини 1990-х років скелі оголошені геологічним заповідником, уся ж територія з середини 1990-х років вважається зоною відпочинку, природа охороняється державою, а храми реставруються.
У 2010 році Лунхушань увійшов до числа об'єктів ландшафту Данься Світової спадщини ЮНЕСКО.

## Склад комплексу
В період найвищого розквіту на території розташовувалося 10 палаців (великих храмових комплексів), 81 даоський храм і 36 даоських дворів. Найбільш відомі три з них:
1. Палац Вищої Чистоти (кит.: 上清官, Шанцингун) в місті Шанцин, до складу якого входять два палаци, 12 павільйонів і 24 двори, тут Чжан Даолін організовував основні ритуальні церемонії. Цей комплекс називали також «Столицею безсмертних» і «Містом духів».
2. Резиденція Небесних Наставників, що спочатку називалася «Обитель Великої Істинної Людини» — храмовий комплекс в місті Шанцин, що займає площу 24000 м2. Тут Чжан Даолін жив і здійснював ритуали для духів, там була розташована разиденция Небесних Наставників, особисті вівтарі і велика кількість храмів.
3. Храм Істинної Єдності (кит.: 正一, Чженьі) біля підніжжя власне гори Лунхушань вниз по річці — це те саме місце, де Чжан Даолін виплавляв еліксир безсмертя. Чжан Шен, четвертий Небесний Наставник, в останні роки династії Хань побудував цей храм, який раніше називався Храмом Небесних Наставників, пізніше храмом Яньфа, був добудований під час династії Мін і за наказом імператора став називатися Храм Істинної Єдності. До складу комплексу входить Головний храм, Храм Нефритового Імператора, Храм Сюаньтань, церемоніальні ворота, дзвонова і барабанна вежі. Увесь комплекс займає площу близько 10000 м2.

Ще нижче по річці на іншому боці — Місто Безсмертних (кит.: 仙岩). Немало малих храмів і печер розосереджені по скелях.
Численні мальовничі скелі мають свої імена, їх відвідують туристи, сплавляючись на плотах по річці.
Знаменна Гора-Пень внизу по річці, в якій розташовані могильники епохи Чжоу, — за декілька сотень років до Чжан Даоліна, важкі труни розміщені в печерах на прямовисній скелі, їх датують аж до 600 року до н. е. На прямовисній скелі щодня організовуються вистави «літаючих трун» — акробати в історичних костюмах танцюють на старовинних трунах, що піднімаються у печери. Біля печер знаходиться даоський храм і музей. (Див. також Висячі труни).
При вході до комплексу розташований історично-геологічний музей, що розповідає про природу і історію цих місць.
Уздовж річки розташовані декілька сіл, що мають етнографічне значення. В першу чергу — це «Село без комарів» і «Село племені Гуюе», в них збереглися древні звичаї, є невеликі краєзнавчі музеї.

## Відображення в культурі
Палац Вищої Чистоти (Шанцингун) згадають в пролозі знаменитого китайського середньовічного роману Річкові затони (кит.: 水滸傳). У XI столітті імператор Жень-цзун послав на гору Лунхушань воєначальника Хун Синя просити Небесного Наставника Чжан Тянь-ши позбавити країну від епідемії. Долаючи труднощі і небезпеки, Хун Синю вдалося піднятися на гору і зустрітися з наставником, який жив на горі, і наставник прилетів в столицю на журавлі, організувавши молебні в усіх храмах. В цей час Хун Сінь став оглядати Палац Вищої Чистоти, де виявив «Павільйон ув'язнених злих духів», він наказав зняти печатки і усередині павільйону побачив плиту з написом «Хун відкриє». Хун Сінь, усупереч опору даосів, змусив підняти плиту і виявив глибоку яму, з якої вилетіло 108 злих духів, які повинні були заподіяти нещастя Піднебесній.

## Фототека

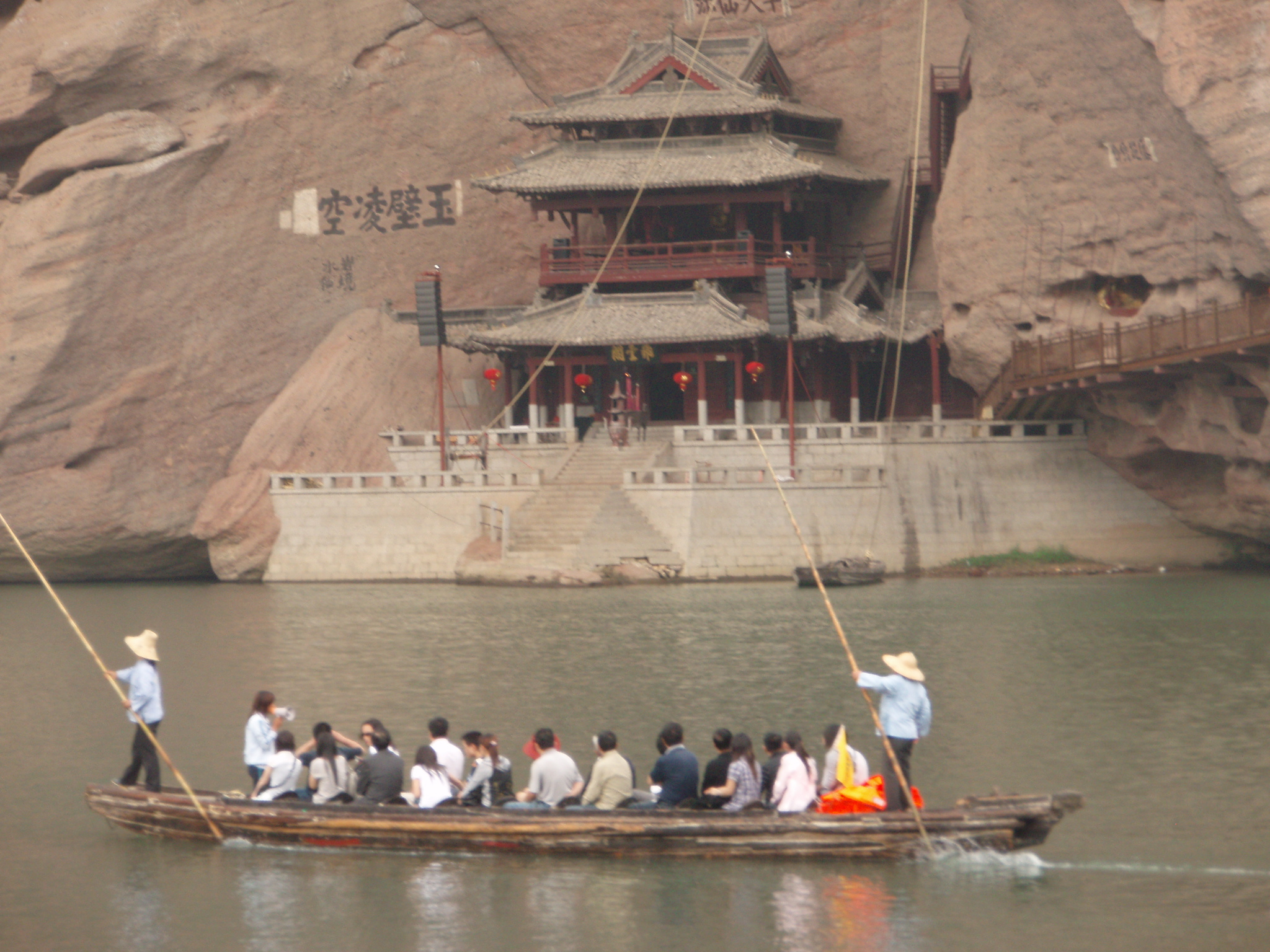
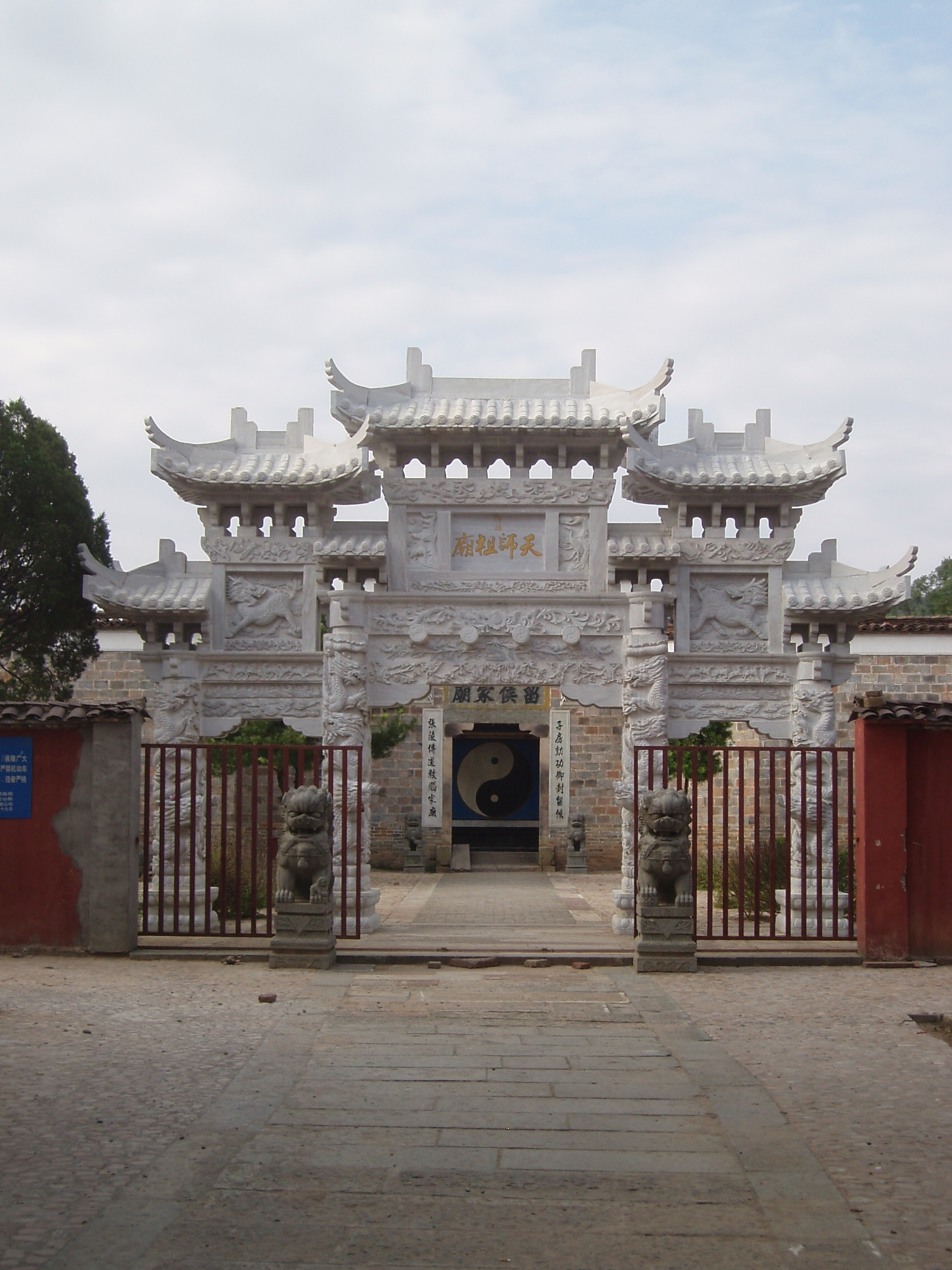
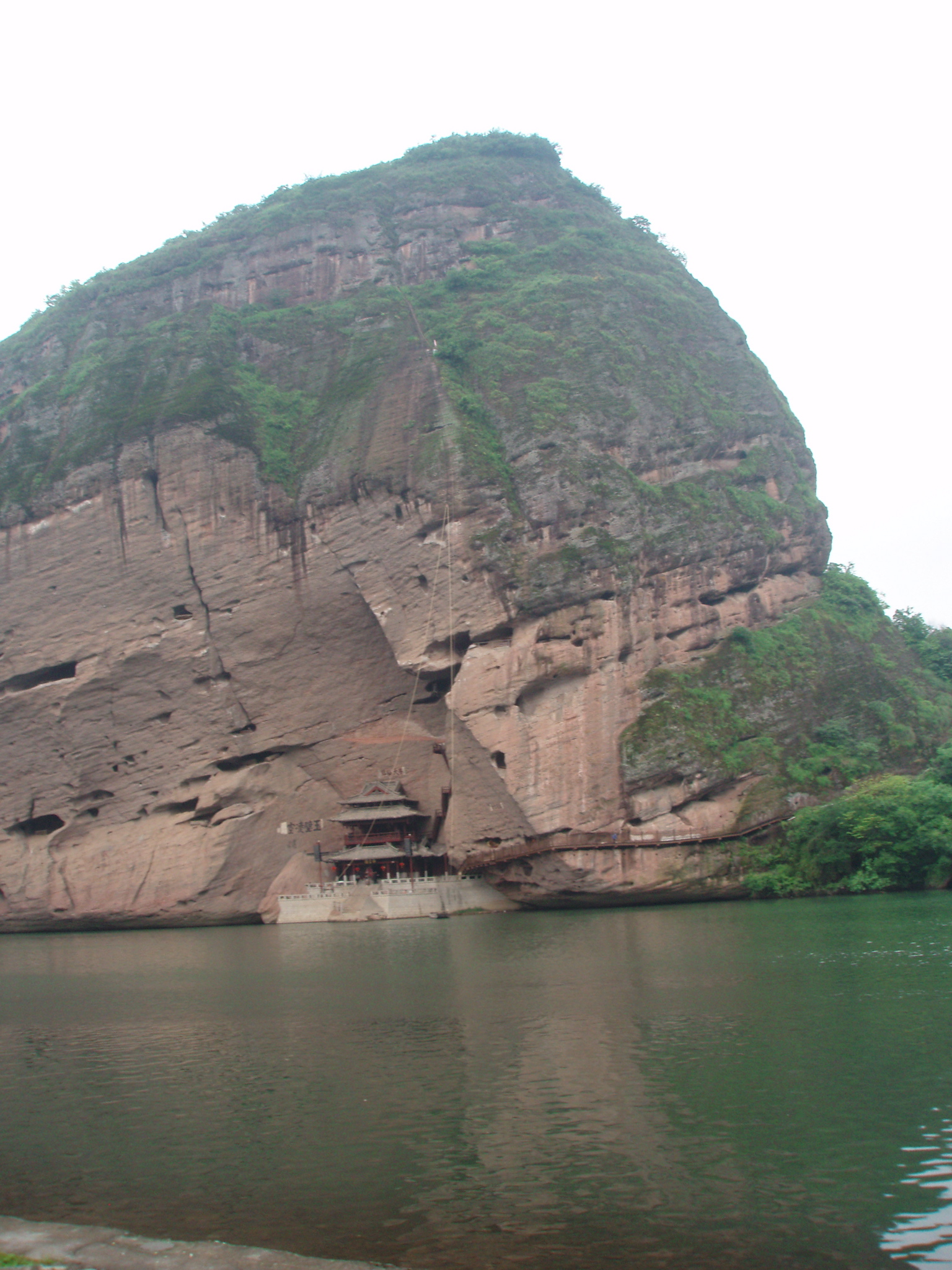

## Ресурси Інтернету
- (англ.)Офіційна сторінка Лунхушань, англ., кит.
- (англ.)- china.com/chinaWH/html/en/19Scenery909.html Лунхушань на сервері Cultural China, англ., кит.[недоступне посилання з липня 2019]
- Карта території Лунхушань [Архівовано 12 листопада 2010 у Wayback Machine.]